# اوکتاو داین
اوکتاو داین (فرانسوی: Octave Dayen‎; ۶ ژوئن ۱۹۰۶ – ۱۴ سپتامبر ۱۹۸۷) دوچرخه‌سوار اهل فرانسه بود.